# Марлис Мелтън
Марлис Мелтън (на английски: Marliss Melton) е американска писателка на бестселъри в жанра любовен роман. Публикува и под псевдонимите Марлис Мелтън Аруда (Marliss Melton Arruda) и Марлис Муун (Marliss Moon).

## Биография и творчество
Марлис Елизабет Мелтън Аруда е родена през 1966 г. в САЩ, в семейството на държавен служител от военното правосъдие. Израства в Европа и Далечния изток. Учи в колежа „Уилям и Мери“, който завършва през 1988 г. След дипломирането си в периода 1988 – 1989 г. работи като учител по английски език в Чесапийк, Вирджиния, през 1989 – 1992 г. е учител по английски и испански език в Уилямсбърг, Вирджиния, през 1993 – 1998 г. е учител по испански език в Йорктаун, Вирджиния.
През 1999 г. завършва с магистърска степен университета „Олд Доминион“. През следващата година е преподавател по английски като втори език в университета в Ричмънд, и в университета в Нюпорт. От края на 2000 г. до 2005 г. е преподавател в колежа „Уилям и Мери“ в Уилямсбърг, Вирджиния.
През 2000 г. започва да пише исторически любовни романи. Първият от тях „Danger's Promise“ е издадена през 2002 г. Бързо се насочва към военната романтика. През 2004 г. е публикуван е романът ѝ „Не ме забравяй“ от поредицата „Тюлените“. Тай бързо става бестселър и я прави известна. След това тя напуска работата си и се посвещава на писателската си кариера.
Марлис има два брака. Първият ѝ съпруг, който е военен, умира млад. Вторият ѝ съпруг е пенсиониран военен. Има двама сина и една дъщаря, и три доведени деца.
Марлис Мелтън живее със семейството си в Уилямсбърг, Вирджиния.

## Произведения

### Самостоятелни романи
- Danger's Promise (2002) – като Марлис Муун
- Sofi's Blessings (2002) – като Марлис Мелтън Аруда
- By Starlight (2003) – като Марлис Муун

### Серия „Тюлените“ (Navy SEAL)
1. Forget Me Not (2004)
Не ме забравяй, изд.: ИК „Хермес“, Пловдив (2006), прев. Иванка Савова
2. In the Dark (2005)
В тъмнината, изд.: ИК „Хермес“, Пловдив (2007), прев. Калина Кирякова
3. Time to Run (2005)
Време за бягство, изд.: ИК „Хермес“, Пловдив (2008), прев. Калина Кирякова
4. Next To Die (2007)
Набелязана мишена, изд.: ИК „Хермес“, Пловдив (2009), прев. Пепа Стоилова
5. Don't Let Go (2008)
6. Too Far Gone (2008)
7. Reclaimed (2012)
8. Long Gone (2012)
9. Code of Silence (2014)

### Серия „Черни операции“ (Black Ops)
1. Show No Fear (2009)

### Серия „Експертна група“ (Taskforce)
1. The Protector (2011)
2. The Guardian (2012)
3. The Enforcer (2013)

### Серия „Взвод Ехо“ (Echo Platoon)
1. Danger Close (2014)
2. Hard Landing (2015)
3. Friendly Fire (2016)
4. Hot Target (2017)
5. Never Forget (2016)
6. Take Cover (2017)

### Серия „Войните на Йорк“ (Warriors of York)
1. The Slayer's Redemption (2015)
2. The Black Knight's Reward (2016) - със Сидни Джейн Бейли

### Новели
- VeriSEAL (2010)

### Сборници
- SEAL of My Dreams (2011) – с Джами Олдън, Стефани Бонд, Кайли Брант, Хелън Брена, Хелън Кей Даймън, Тара Янсен, Лесли Кели, Ели Кенеди, Алисън Кент, Джо Лий, Дженита Лоу и Стефани Тейлър
- SEALed With A Kiss: Heroes With Heart (2014) – с Далила Девлин, Шарън Хамилтън, Ели Джеймс, Дженита Лоу, Дж. М. Мейдън, Тереза Рийзър и Стефани Тейлър

### Детска литература
- From Thailand With Love (2011) – с Кейти Кери